# Domácí hrošík
Domácí hrošík (angl. House Hippo) je fiktivní zvíře z reklamního spotu vysílaného v kanadské televizi. Video v roce 1999 vytvořila kanadská nevládní organizace Companies Committed to Kids, která sídlí v Torontu. Domácí hrošík je v reklamě zobrazen jako malé zvíře, které žije v lidských domácnostech v Kanadě a na východě Spojených států. Vypadá jako hroch obojživelný, ale měří jen několik centimetrů. Ze svého pelechu vychází v noci, kdy shání potravu. Jeho oblíbeným jídlem jsou brambůrky, rozinky nebo tousty s burákovým máslem. Svá hnízda si staví z různých kusů látek, nití a dalších měkkých věcí, které najdou. Součástí minutového videa je také závěrečné upozornění, že jde o fiktivní zvíře. Hlasatelka vybízí diváka, aby nevěřil všemu, co vidí v televizi. Cílem televizní kampaně bylo podnítit děti ke kritickému myšlení, aby byly schopné lépe hodnotit reklamní sdělení a rozlišovat realitu od fikce. Domácí hrošík se do jisté míry stal součástí kanadské kultury ve formě jakéhosi domácího strašidla. Pro generaci, která dospívala na přelomu tisíciletí, představuje jeden ze symbolů dobového televizního vysílání.